# Соломки

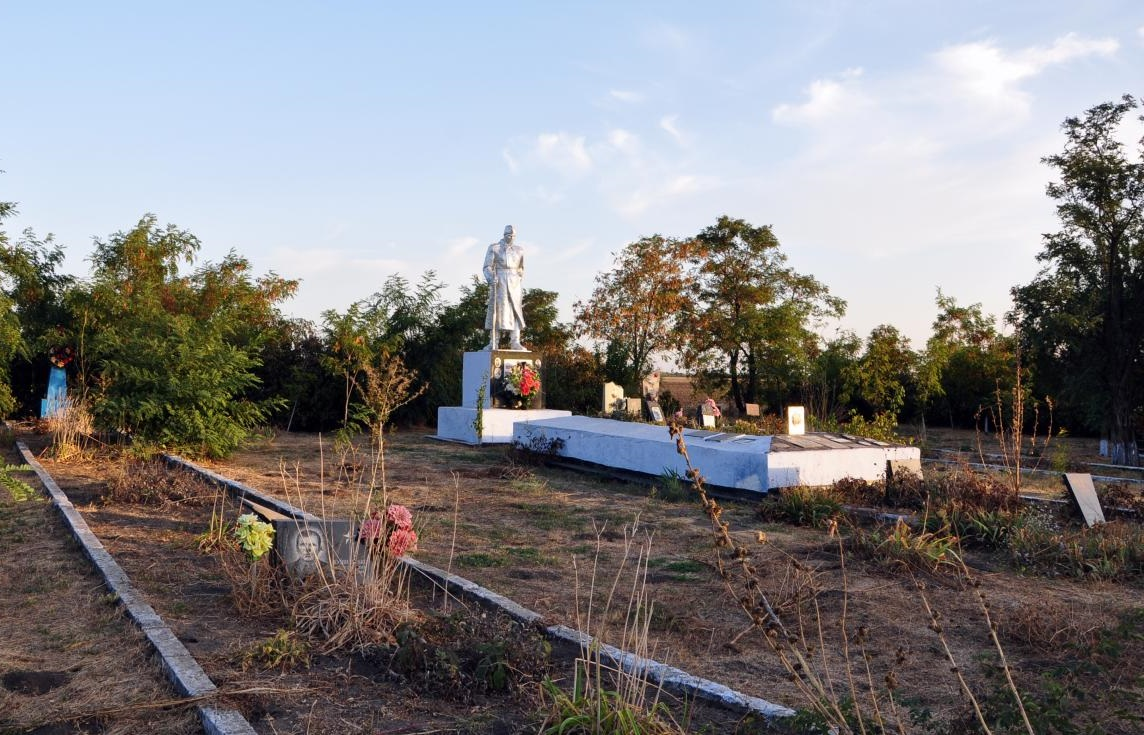
Військовий цвинтар та братська могила. Соломки 2017

Соломки́ — військовий цвинтар, колишнє село на території Горностаївського району, Червоноблагодатненська сільська рада.

## Історія
Село чи хутір існувало до кінця 1950-х років. Після лишилося тільки кладовище.
Під час боїв за Нікопольський плацдарм загинуло — по різних даних — від понад 35 000 до близько 60 000 радянських вояків, та 17690 німецьких вояків. Більшість загиблих червоноармійців складали «чорносвитники» — відмобілізовані мешканці щойно відвойованого радянською армією Каховського району.
Місцеві жителі під час та після боїв в промерзлий ґрунт поховали близько 70 000 радянських та німецьких солдатів — запрягали корів, із хмизу робили «сани», впрягалися й самі і збирали останки загиблих.
З-поміж багатьох братських могил у тих степах була й братська могила у селі Соломки. Пізніше цю могилу перетворили на військове кладовище. Сюди були перезахоронені загиблі військовослужбовці із найближчих сіл: Лопаток, Новокатеринівки, Соломок та хутора Верби, братських та поодиноких могил на полях території Червоноблагодатненської сільської ради.
За офіційними даними тут захоронено 3 620 солдатів, сержантів та офіцерів радянської армії, які загинули на полі бою та померли від ран.
Втім за 70 років після війни пошукові загони, школярі та рідні загиблих виявили імена багатьох воїнів, які вважалися «пропавшими безвісти» і число тих, хто захоронений у братських могилах на кладовищі колишнього села Соломки значно зросло — їх уже понад 5 тисяч чоловік.

## Вшанування похованих
Сільська, районна та обласна ради, а також місцеві мешканці та родичі загиблих регулярно проводять заходи із вшанування пам'яті похованих, переважно на 9 травня.
У 2018 році відбулася реконструкція цвинтаря за рахунок Червоноблагодатненської сільської ради та небайдужих громадян.